# Drosophila tarphytrichia
Drosophila tarphytrichia är en tvåvingeart som beskrevs av Elmo Hardy 1965. Drosophila tarphytrichia ingår i släktet Drosophila och familjen daggflugor.
Artens utbredningsområde är Hawaii.